# Francisco Pérez de Valenzuela

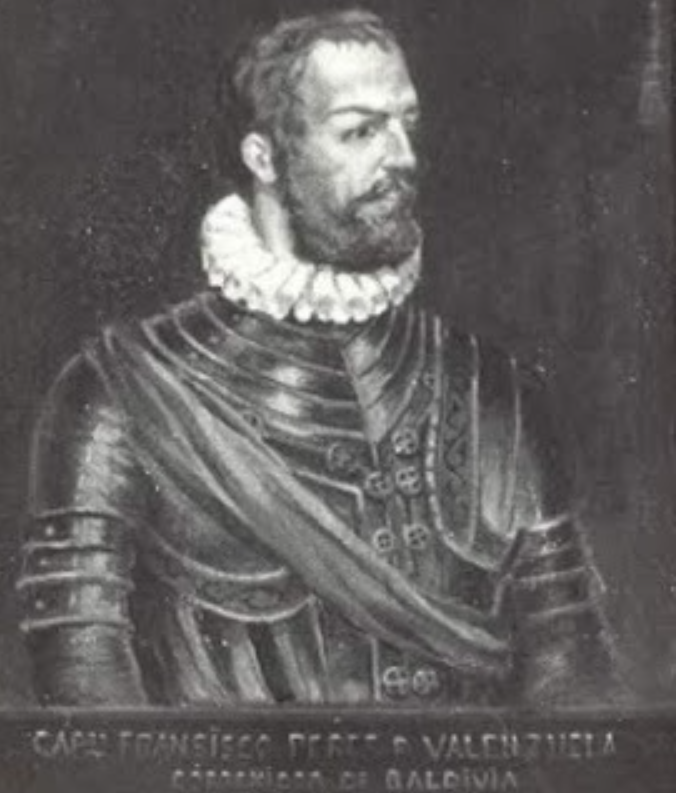
Retrato del conquistador español Francisco Pérez de Valenzuela

Francisco Pérez de Valenzuela y López (Andújar, 14 de noviembre de 1528 – Valdivia, 24 de noviembre de 1599) fue un noble, militar, comerciante y conquistador español en América.
Dentro de los cargos que ejerció destacan los nombramientos de corregidor de Valdivia y contador real de la misma ciudad.

## Biografía
Nació en Andújar (Jaén) el 14 de noviembre de 1528, siendo hijo de Alonso Pérez de Valenzuela y de la Cava, y de Juana López, hidalgos, procedentes de una familia de la antigua nobleza leonesa (del Rey Fernando II de León).
Accedió a varios cargos de confianza, principalmente fue Capitán de sus propios Navíos al servicio del Rey desde las costas de La Española hasta el estrecho de Magallanes. Fue vecino ejemplar en el Reino de Chile.
Fue hermano del conquistador español don Julián de Valenzuela, fundador de la ciudad de Concepción (Chile).

## Conquistando el Nuevo Mundo
Francisco Pérez de Valenzuela se embarca en el puerto de Sevilla, con destino a América, el 6 de junio de 1539, con el fin de reunirse con su padre en la isla de Santo Domingo, prosiguiendo juntos a Tierra Firme (Panamá) y luego al Perú; se establecieron en Lima, dedicándose exitosamente al comercio con navíos propios.
Viajó a la Capitanía General de Chile en 1550, cuando contaba con 22 años, en el galeón de su propiedad “San Jerónimo”, cargado con ganados y mercadería que vendió al crédito; regresado al Perú envió 2 navíos a Chile; un primer galeón suyo naufragó en Concepción al mando de Francisco Valiente, aprovechándose su clavazón para fabricar un bergantín "con que se reparó después la ciudad, estando cercada de enemigos"; otro galeón suyo naufragó en Huasco en 1554; un tercer navío, el galeón San Jerónimo, fue despachado desde Perú en 1555 con armas y provisiones al saber de la muerte del Gobernador Pedro de Valdivia en Tucapel, barco que llegó a Concepción salvando a la ciudad del ataque de los indígenas; este mismo navío naufragó luego en los Coronados, perdiendo la embarcación y bienes por 100.000 pesos. Regresó a Chile en 1557 como proveedor mayor de la armada de García Hurtado de Mendoza trayendo otro galeón de su propiedad y aportando 10 soldados a su costa por 2 años; junto con García Hurtado de Mendoza venía un séquito de hombres ilustres, entre ellos don Alonso de Ercilla y Zúñiga, don Francisco de Irarrázaval y Andía, don Hernando de Santillán, jurista y erudito, el fraile dominico Gil González de San Nicolás y el franciscano Juan Gallegos. Hicieron escala en Arica el 5 de abril, y el día 9 se reanudó el viaje al sur. Desembarcaron en La Serena el 23 de abril de 1557. Estos españoles deslumbraron a los habitantes de Coquimbo al ver junto al nuevo gobernador el ejército más grande hasta entonces visto en estos lugares contando con más de 500 hombres, armados con arcabuces y cañones, vestidos con armaduras y finos penachos de plumas, en contraste a la precaria situación de los españoles que habitaban Chile, los que apenas vestían sus ropas viejas, desgastadas y algunas "rotas".
Participó en la batalla de Biobío el 7 de noviembre de 1557 y después en los encuentros de Lebu y Millarapue. Fue mayordomo de la catedral de Santiago en 1559, y se avecindó en Valdivia, siendo alcalde en 1563, corregidor en 1569 y contador real en 1571. Además, fue el primer propietario de la isla de Valenzuela, posteriormente conocida como isla de la Teja, donde fabricaba tejas y ladrillos.
Falleció en Valdivia el 24 de noviembre de 1599.

## Matrimonio y descendencia
Una vez instalado en Chile, Francisco de Valenzuela contrajo nupcias hacía 1560 con Beatriz Buisa Cabeza de Vaca, natural de Ponferrada, Galicia, que arribo a territorio chileno junto a su familia en 1552. Su padre, Gaspar de Villarroel, casado en España con Catalina de Baraona y Buisa, llegó a Panamá en 1538, encontrándose en la Conquista del Perú el año siguiente, para luego sumarse a la expedición de Pedro de Valdivia hacia el sur, asistiendo a la fundación de Santiago en febrero de 1541. De este enlace, nacieron 5 hijos:
- Alonso Pérez de Valenzuela y Buisa, casado con Mariana Verdugo de la Vega, con descendencia radicada en España.
- Francisco Pérez de Valenzuela y Buisa, Capitán en las guerras de Arauco, Corregidor de Teno y de Colchagua hasta 1595. Defensor de la ciudad de Valdivia que los rebeldes cercaron  hasta destruirla en diciembre de 1599, cayó allí, con una  muerta heroica. El Capitán Hernando Álvarez de Toledo, en su Purén Indómito, inmortaliza su memoria. Casó en 1580 con Mencía de Moraga Galindo y Ribera, siendo padre de 3 hijos, cuya descendencia perdura hasta el día de hoy: 
  - Lorenzo Pérez de Valenzuela y Moraga (11 hijos).
  - Juan Pérez de Valenzuela y Moraga (20 hijos).
  - Francisco Pérez de Valenzuela y Moraga (4 hijos).
- García de Villarroel y Valenzuela, Presbítero
- Catalina de Buisa Villarroel, casada Andrés López de Gamboa.
- Hija Pérez de Valenzuela y Buisa, fallecida durante el terremoto de Valdivia de 1575.

## Ascendencia
|  |                                                |  |  |  |  |  |  |  |  |  |  |  |  |  |  |  |
|  | 16. Juan Pérez de Valenzuela "el de Andújar"   |  |  |  |  |  |  |  |  |  |  |  |  |  |  |  |
|  |                                                |  |  |  |  |  |  |  |  |  |  |  |  |  |  |  |
|  |                                                |  |  |  |  |  |  |  |  |  |  |  |  |  |  |  |
|  | 8. Juan Pérez de Valenzuela                    |  |  |  |  |  |  |  |  |  |  |  |  |  |  |  |
|  |                                                |  |  |  |  |  |  |  |  |  |  |  |  |  |  |  |
|  |                                                |  |  |  |  |  |  |  |  |  |  |  |  |  |  |  |
|  | 17. Beatriz González de Priego Escavías        |  |  |  |  |  |  |  |  |  |  |  |  |  |  |  |
|  |                                                |  |  |  |  |  |  |  |  |  |  |  |  |  |  |  |
|  |                                                |  |  |  |  |  |  |  |  |  |  |  |  |  |  |  |
|  | 4. Alonso Pérez de Valenzuela y Ruiz de Cáñete |  |  |  |  |  |  |  |  |  |  |  |  |  |  |  |
|  |                                                |  |  |  |  |  |  |  |  |  |  |  |  |  |  |  |
|  |                                                |  |  |  |  |  |  |  |  |  |  |  |  |  |  |  |
|  | 9. Señora Ruiz de Cañete                       |  |  |  |  |  |  |  |  |  |  |  |  |  |  |  |
|  |                                                |  |  |  |  |  |  |  |  |  |  |  |  |  |  |  |
|  |                                                |  |  |  |  |  |  |  |  |  |  |  |  |  |  |  |
|  | 2. Alonso Pérez de Valenzuela de la Cava       |  |  |  |  |  |  |  |  |  |  |  |  |  |  |  |
|  |                                                |  |  |  |  |  |  |  |  |  |  |  |  |  |  |  |
|  |                                                |  |  |  |  |  |  |  |  |  |  |  |  |  |  |  |
|  | 5. Leonor Alonso de la Cava                    |  |  |  |  |  |  |  |  |  |  |  |  |  |  |  |
|  |                                                |  |  |  |  |  |  |  |  |  |  |  |  |  |  |  |
|  |                                                |  |  |  |  |  |  |  |  |  |  |  |  |  |  |  |
|  | 1. Francisco Pérez de Valenzuela y López       |  |  |  |  |  |  |  |  |  |  |  |  |  |  |  |
|  |                                                |  |  |  |  |  |  |  |  |  |  |  |  |  |  |  |
|  |                                                |  |  |  |  |  |  |  |  |  |  |  |  |  |  |  |
|  | 3. Juana López                                 |  |  |  |  |  |  |  |  |  |  |  |  |  |  |  |
|  |                                                |  |  |  |  |  |  |  |  |  |  |  |  |  |  |  |
|  |                                                |  |  |  |  |  |  |  |  |  |  |  |  |  |  |  |